# Eric Holder
Eric Holder (ur. 21 stycznia 1951 w Nowym Jorku) – amerykański polityk.
W czasach Billa Clintona był zastępcą prokuratora generalnego.
Od 20 stycznia 2009 do 27 kwietnia 2015 prokurator generalny Stanów Zjednoczonych w gabinecie Baracka Obamy. Pierwszy czarnoskóry polityk na tym stanowisku.
24 września 2014 złożył na ręce prezydenta Baracka Obamy swoją rezygnację z funkcji prokuratora generalny Stanów Zjednoczonych. Urząd zakończył 27 kwietnia 2015.